# Hieracium montenegrinum
Hieracium montenegrinum es una especie de planta con flor del género Hieracium, de la familia Asteraceae, orden Asterales.

## Distribución
Hieracium montenegrinum se distribuye por Montenegro.

## Taxonomía
Fue descrita científicamente por Freyn.